# Royston, South Yorkshire
Royston är en ort i distriktet Barnsley, Storbritannien. Den ligger i grevskapet South Yorkshire och riksdelen England, i den centrala delen av landet, 250 km norr om huvudstaden London. Royston ligger 69 meter över havet och antalet invånare är 9 584. Byn nämndes i Domedagsboken (Domesday Book) år 1086, och kallades då Rorestone/Rorestun.
Terrängen runt Royston är platt. Runt Royston är det tätbefolkat, med 659 invånare per kvadratkilometer. Närmaste större samhälle är Barnsley, 6,0 km söder om Royston. Trakten runt Royston består till största delen av jordbruksmark.